# Пиру Ноу (Сату Маре)
Пиру Ноу (рум. Piru Nou) насеље је у Румунији у округу Сату Маре у општини Пир. Oпштина се налази на надморској висини од 119 m.

## Становништво
Према подацима из 2002. године у насељу је живело 103 становника.

### Попис2002.
| Расподела становништва по националности 2002.‍ | Расподела становништва по националности 2002.‍ | Расподела становништва по националности 2002.‍ | Расподела становништва по националности 2002.‍ | Расподела становништва по националности 2002.‍ |
| --------------------------------------------- | --------------------------------------------- | --------------------------------------------- | --------------------------------------------- | --------------------------------------------- |
|                                               |                                               |                                               |                                               |                                               |
| Румуни                                        | Румуни                                        |                                               | 57                                            | 55,3%                                         |
| Мађари                                        | Мађари                                        |                                               | 28                                            | 27,2%                                         |
| Роми                                          | Роми                                          |                                               | 18                                            | 17,5%                                         |